# Lygodactylus klugei
Lygodactylus klugei (карликовий гекон Клюге) — вид геконоподібних ящірок родини геконових (Gekkonidae). Ендемік Бразилії. Вид названий на честь американського герпетолога Арнольда Клюге.

## Поширення і екологія
Карликові гекони Клюге мешкають на північному сході Бразилії, в штатах Ріу-Гранді-ду-Норті, Піауї, Параїба, Гояс, Сеара, Баїя, Алагоас, Пернамбуко і Сержипі. Вони живуть в саванах серрадо та в сухих чагарникових заростях каатинги. Живляться дрібними комахами, павуками та іншими безхребетними, а також нектаром. Відкладають яйця.